# Кастельдельчи
Кастельдельчи (итал. Casteldelci) —  коммуна в Италии, располагается в регионе Эмилия-Романья, в провинции Римини.
Население составляет 478 человек (2008 г.), плотность населения составляет 10 чел./км². Занимает площадь 49 км². Почтовый индекс — 61010. Телефонный код — 0541.
Покровителем коммуны почитается святитель Мартин Турский, празднование 11 ноября.

## Демография
Динамика населения:

## Администрация коммуны
- Официальный сайт: https://web.archive.org/web/20090105012037/http://www.comune.casteldelci.pu.it/